# Bonn-konventionen
Bonn konventionen eller Convention on the Conservation of Migratory Species of Wild Animals (CMS) er en mellemstatslig traktat, som arbejder for at bevare de vildtlevende dyrearter der regelmæssigt krydser landegrænser, hvad enten det er til lands, på vandet eller i luften; Konventionen opfordrer til at indføre strenge beskyttelsesforhold for udrydningstruede dyr. Den er indgået inden for rammerne af De Forenede Nationers Miljøprogram (UNEP), og beskæftiger sig med bevarelse af dyreliv og levesteder på en global skala. Konventionen blev vedtaget i Bonn i 1979, trådte i kraft i 1983 og er i dag tiltrådt af 117 lande (2012). Danmark ratificerede konventionen i 1982. The Conference of the Parties (COP) er det besluttende organ i organisationen, og den mødes hvert tredje år. Endvidere er der et stående udvalg der følger den overordnede politik rådgiver om operationelle og finansielle spørgsmål, og Det Videnskabelige Råd (SCC) rådgiver om videnskabelige spørgsmål og prioriteringerne inden for forskning og bevarelse. Seneste COP-konference var COP-10 der blev afholdt 20. – 25. november 2011 i Bergen, Norge 

## Eksterne kilder og henvisninger
1. ↑  "COP10 resolutioner". Arkiveret fra originalen 7. juni 2012. Hentet 4. juli 2012.

- Organisationens websted Arkiveret 30. juni 2012 hos  Wayback Machine
  - Konventionens tekstArkiveret 6. juni 2013 hos  Wayback Machine
- Om Bonn konventionen Arkiveret 30. november 2011 hos  Wayback Machine på Naturstyrelsens websted